# Seasons End
Albums de Marillion
Clutching at Straws
(1987) Holidays in Eden
(1991)
Singles
1. Hooks in You
Sortie : 24 août 1989
2. The Uninvited Guest
Sortie : 27 novembre 1989
3. Easter
Sortie : 26 mars 1990

Seasons End est le cinquième album studio du groupe de rock néo-progressif anglais, Marillion. Il sort le 25 septembre 1989 sur le label EMI en Europe et Capitol Records en Amérique du Nord et est produit par le groupe et Nick Davis. C'est le premier album avec Steve Hogarth en tant que chanteur, remplaçant ainsi Fish qui a quitté le groupe un an plus tôt.

## Historique
Après la sortie de l'album Clutching at Straws en 1987, les tensions entre Fish et le reste du groupe s'exacerbent. Le chanteur écossais finit par quitter le groupe en 1988. Après que les musiciens de Marillion ont auditionné plusieurs chanteurs pour le remplacer, leur choix se porte sur Steve Hogarth. Bien que très différent de Fish, il arrive à imposer son style plus suave et plus en retenue, et donner ainsi une nouvelle fraîcheur au groupe.
Cet album est enregistré entre le mois d'avril et le mois de juillet 1989 dans le comté de l'Oxfordshire dans les Hookend Recording Studios. Ces studios sont installés dans un manoir appelé « Hook End » par le leader du groupe Ten Years After, Alvin Lee, et situé à Checkendon non loin de Reading. Lorsque Steve intègre le groupe, les parties musicales sont pratiquement complètement écrites, les paroles également, grâce à l'apport de John Helmer. Steve y apporte sa touche, notamment sur les titres Easter et Space.
Afin de promouvoir ce nouvel opus, le groupe organise une importante tournée couvrant la majorité du globe. Près de 12 mois de tournée incessante qui voit le groupe se produire dans des salles de bonne capacité sur tous les continents (de  2500 à 10 000 personnes par soir pour l'Europe et l'Amérique du Sud). Cette tournée culmine au Brésil, devant plus de 85 000 personnes, à l'occasion du Rock in Rio 1990. L'accueil fait à Steve Hogarth par les fans du groupe semble être des plus chaleureux.
Cet album entre directement à la 7e place des charts britanniques : il est certifié disque d'or au Royaume-Uni pour plus de 100 000 albums vendus. Il entre également dans le top 20 dans les charts allemands, suisses, norvégiens et néerlandais.
Les trois singles issus de cet album se classent respectivement à la 30e (Hooks in You), 34e (Easter) et à la 53e (The Uninvited Guest) des charts britanniques.
Le 29 septembre 1997, l'album est aussi distribué en version double CD avec, sur le deuxième disque, deux pièces supplémentaires, The bell in the sea et The release ainsi que les versions demo de six chansons de l'album, les Mushroom Farm Demos. On y retrouve aussi une version 12" de la chanson The uninvited guest. À l'origine, The bell in the sea se trouvait à être le b-side du single The uninvited guest, alors que The release était le b-side du single Easter.

## Liste des titres

### Album original
Toutes les musiques sont signés par le groupe, les paroles sont signés par Steve Hogarth et John Helmer.
1. The King of Sunset Town – 8:04
2. Easter – 5:58
3. The Uninvited Guest – 3:52
4. Seasons End – 8:10
5. Holloway Girl – 4:30
6. Berlin – 7:48
7. After Me – 3:20
8. Hooks in You – 2:57
9. The Space... – 6:14

### Disque bonus de l'édition 1997
1. The Uninvited Guest (12" inches version) - 5:03
2. The Bell in the Sea - 4:19
3. The Release - 3:44

#### The Mushroon Farm Demos
1. Holloway Girl (démo) - 4:47
2. Season's End (démo) - 8:01
3. The Uninvited Guest (démo) - 3:53
4. Berlin (démo) - 8:02
5. The Bell in the Sea (démo) - 4:52

## Musiciens

### Marillion
- Steve Hogarth: chant
- Steve Rothery: guitares
- Pete Trewavas: basse
- Mark Kelly: claviers
- Ian Mosley: batterie, percussions

### Musiciens additionnels
- Phil Todd : saxophone sur Berlin
- Jean-Pierre Rasle : cornemuse sur Easter

## Charts et certification
| Pays        | Durée du classement | Meilleur classement |
| ----------- | ------------------- | ------------------- |
| Allemagne   | 12 semaines         | 11e                 |
| Norvège     | 1 semaine           | 20e                 |
| Pays-Bas    | 9 semaines          | 20e                 |
| Royaume-Uni | 4 semaines          | 7e                  |
| Suède       | 3 semaines          | 28e                 |
| Suisse      | 5 semaines          | 11e                 |

| Pays        | Certification | Ventes    | Date       |
| ----------- | ------------- | --------- | ---------- |
| Royaume-Uni | Or            | 100 000 + | 05/12/1997 |

### Charts singles
| Pays        | Chart            | Titre               | Durée du classement | Position |
| ----------- | ---------------- | ------------------- | ------------------- | -------- |
| Royaume-Uni | UK Singles Chart | Hooks in You        | 3 semaines          | 30e      |
| Royaume-Uni | UK Singles Chart | The Uninvited Guest | 2 semaines          | 53e      |
| Royaume-Uni | UK Singles Chart | Easter              | 2 semaines          | 34e      |